# Várháborúk kora
A várháborúk kora 1541-től 1568-ig tartott, magába foglalja a második (1550–1558), harmadik (1560–1564) és negyedik Habsburg–török háborút (1565–1568) is. Az Oszmán Birodalom ekkor hódította meg az ország déli és középső részeit. Azért nevezik várháborúnak, mert a végvárak ellen irányuló egyedi ostromok sorozata. Ezen időszakot Szapolyai János halála nyitotta meg és a drinápolyi béke zárta le.
A várháborúk legismertebb példái Drégely, Szécsény, Temesvár, Szolnok, Eger, Szigetvár és Gyula ostroma.

## Hátterük
Az Oszmán Birodalom a 16. századig meghódította a Balkán félsziget legnagyobb részét (csak a tengerpart állt a Velencei Köztársaság ellenőrzése alatt). Magyarország már Luxemburgi Zsigmond óta végvárrendszert épített ki, melyet Hunyadi Mátyás jelentősen továbbfejlesztett. Ezt a hasznos védelmi rendszert, illetve annak részeit a Habsburgok is fenntartották, valamint a két birodalom között aktuális határvonal mentén várakat erősítettek meg.
Az oszmán törökök nem tekintették befejezettnek hódításikat Magyarország nagy részének meghódításával. Céljaik között szerepelt területeik növelése és Bécs meghódítása is. Ebben a helyzetben volt fontos a Habsburgok szempontjából, hogy egy-egy nagy szultáni hadjáratot a lehető legjobban lelassítsanak. Ehhez viszont az kellett, hogy egy-egy vár a lehető legtovább ellenálljon.
A szultáni hadjáratok néhány évenként követték egymást. Ez azonban nem jelentette a harci cselekmények szünetét. Portyázó csapatok hatoltak be Magyarország területére, és ezek visszaverésében illetve a lakosság védelmében is fontos szerepük voltak a váraknak.